# Святцо
Святцо́ (бел. Свя́тца) — озеро в Браславском районе Витебской области. Относится к бассейну реки Друйка. Расположено в пригороде Браслава с северной стороны рядом с озером Бережа. Входит в группу Браславских озер и находится на территории Национального парка «Браславские озера».

## Описание
Площадь зеркала озера составляет 0,29 км². Длина 0,74 км, наибольшая ширина 0,59 км. Длина береговой линии 2,07 км. Максимальная глубина 4,1 м, средняя 2,6 м. Объём воды 0,76 млн м³. Площадь водосбора 4,1 км².
Озеро располагается в преимущественно равнинной местности, местами болотистой, поросшей лесом и кустарниками. На юге наблюдается холмистость. Святцо имеет заболоченную пойму. Наибольшие глубины по центру, ближе к северному берегу. У озера подпрудная котловина с низкими склонами. Пойма шириной 5-70 м. Дно плоское. Прибрежная зона преимущественно песчаная.
Соединено ручьем с озером Бережа на западе и Загноек — на севере.
В результате антропогенного фактора озеро Святцо имеет следы загрязнений.
В озере обитают карась, линь, лещ, щука, плотва, окунь и другая рыба. Организовано платное любительское рыболовство. Озеро относится к республиканским рыболовным угодьям с классом карасёво-линёвый водоём.